# Eldorado Business Tower
Eldorado Business Tower visto do Shopping Eldorado.
Eldorado Business Tower é um arranha-céu brasileiro edificado na cidade de São Paulo. Foi concluído em 2007 com 141 metros e 36 andares. O edifício apresenta uma estrutura moderna e bastante verticalizada.
Foi projetado pelo escritório Aflalo & Gasperini Arquitetos, dos sócios Luiz Felipe Aflalo Herman e Gian Carlo Gasperini, com projeto de instalações pela Enit Projetos e Consultoria, e construído pela Gafisa S.A., uma das empresas líderes do mercado de incorporação e construção no Brasil, estabelecida há 70 anos. Possui 31 pavimentos de lajes corporativas que receberam um moderno sistema de pisos elevados Pisoag. 
Em 2009, recebeu o certificado LEED C&S Platinum,o maior selo de sustentabilidade da organização.

## O projeto
A localização do edifício foi uma das principais inspirações para a elaboração do projeto de arquitetura do Eldorado Business Tower.
O edifício possui uma proximidade não só física como projetual com o Shopping Eldorado, um dos mais tradicionais shoppings de São Paulo. Sua integração é feita a partir de uma passarela e uma praça suspensa, voltada para o shopping e para o nascer do sol.
O EBT (Eldorado Business Tower) foi a primeira edificação de grande porte do Brasil a receber cerficação Leed de sustentabilidade.